# Ran Kohen
Ran Kohen (hebr.: רן כהן, ur. 20 czerwca 1937 w Bagdadzie w Iraku) – izraelski polityk i członek Knesetu w latach 1984–2009. Członek partii Merec, a następnie Merec-Jachad.

## Życiorys
Urodził się w Bagdadzie, w Iraku. Miał 11 lat, kiedy jego rodzina wyemigrowała do Izraela przez Iran. Dorastał w kibucu Gan Szemu’el, gdzie spotkał się po raz pierwszy z ideologią socjalistyczną i syjonistyczną.
W wojsku dosłużył się stopnia pułkownika (Aluf Miszne). Po służbie wojskowej studiował filozofię i ekonomię na uniwersytecie w Tel Awiwie.

### Kariera polityczna
W 1984 roku po raz pierwszy wszedł do Knesetu z listy partii Ratz (przewodzonej przez Szulammit Alloni), już jako lider ruchu pokojowego Szelli. Od tego czasu był członkiem Knesetu wszystkich kadencji.
Od 1992 roku jest członkiem Merecu, „gołębiej” partii lewicowej, powstałej z połączenia Mapam, Ratz i Szinui. Był ministrem budownictwa w gabinecie Icchaka Rabina i ministrem handlu i przemysłu w rządzie Ehuda Baraka. Przewodził wielu parlamentarnym komisjom, m.in. komisji bezpieczeństwa i spraw zagranicznych.
Kojarzony przede wszystkim z Prawem Budownictwa Publicznego, którego był jednym z twórców, umożliwiającym mieszkańcom budynków publicznych przejmowanie ich na własność. Zajmował się także kwestiami płacy minimalnych. Kohen zainteresowany jest bardziej sprawami socjoekonomicznymi, niż kwestiami polityki zagranicznej czy procesu pokojowego.
Po połączeniu się w 2004 Merecu z ugrupowaniem Josiego Belina – Szachar, nowe ugrupowanie nazwało się Merec-Jachad. Kohen próbował zostać liderem nowej partii, ale przegrał rywalizację z Belinem. Jego zwolennicy obwinili za to stosunki panujące w partii, rzekomo rasistowskie, ponieważ Kohen jest jedynym nieaszkenazyjskim członkiem kierownictwa.

## Życie prywatne
Mieszka w Mewasseret Cijjon, jest żonaty i ma czwórkę dzieci.